# Coppa del Re 1991 (hockey su pista)
La Coppa del Re 1991 è stata la 48ª edizione della principale coppa nazionale spagnola di hockey su pista. La fase finale della competizione ha avuto luogo dal 29 aprile e si è conclusa con la finale in campo neutro a Oviedo il 16 giugno 1991. 
Il trofeo è stato conquistato dal Liceo La Coruña per la quinta volta nella sua storia superando in finale il Voltregà.

## Risultati

### Primo turno
| Squadra 1  | Totale | Squadra 2 | Andata | Ritorno |
| ---------- | ------ | --------- | ------ | ------- |
| Barcellona | 11 - 9 | Sentmenat | 7 - 5  | 4 - 4   |
| Flix       | 4 - 15 | Dominicos | 1 - 6  | 3 - 9   |
| Noia       | 12 - 9 | Vic       | 6 - 6  | 6 - 3   |
| Tordera    | 6 - 12 | Voltregà  | 4 - 7  | 2 - 5   |

### Quarti di finale
| Squadra 1  | Totale          | Squadra 2       | Andata | Ritorno |
| ---------- | --------------- | --------------- | ------ | ------- |
| Barcellona | 8 - 11          | Liceo La Coruña | 3 - 5  | 5 - 6   |
| Dominicos  | 10 - 11         | Reus Deportiu   | 7 - 5  | 3 - 6   |
| Noia       | 5 - 4           | Piera           | 3 - 0  | 2 - 4   |
| Voltregà   | 6 - 6 (1-0 dtr) | Igualada        | 4 - 2  | 2 - 4   |

### Semifinali
| Squadra 1 | Totale | Squadra 2       | Andata | Ritorno |
| --------- | ------ | --------------- | ------ | ------- |
| Noia      | 8 - 12 | Liceo La Coruña | 4 - 5  | 4 - 7   |
| Voltregà  | 8 - 6  | Reus Deportiu   | 4 - 3  | 4 - 3   |

### Finale
| Oviedo 16 giugno 1991 | Liceo La Coruña | 5 – 1 | Voltregà |  |